# Fischesserite
La fischesserite è un minerale.